# Répertoire national des associations
Le Répertoire national des associations (RNA) est le registre national des associations 1901 en France. Il est développé et maintenu par le ministère de l'Intérieur.

## Description
Le répertoire national des associations est en vigueur depuis le 1er janvier 2010 et a remplacé le répertoire Waldec (ou Fichier national informatique Waldec). Il a été créé par le décret no 0247 du 24 octobre 2009.
Le numéro RNA constitue un numéro d'immatriculation pour les associations. Pour le territoire métropolitain, il est composé de la lettre W et de 9 chiffres. 
Le répertoire national des associations (RNA) fait partie des neuf bases de données de références, instituées par la loi pour une République Numérique du 7 octobre 2016, dite Lemaire. Le décret d’application 2017-331 du 14 mars 2017 relatif au service public fixe la mise à disposition de ces données de référence. Les données de ce répertoire sont donc en Open Data, sous les conditions de la Licence Ouverte.
Les associations de droit local alsacien-mosellan ne sont pas concernées par l'inscription au RNA, celles-ci étant inscrites au registre des associations du tribunal de leur siège.